# Пирбулаг
Пирбулаг (до 1991 года — Новоспасовка) — село в Гедабекском районе Азербайджана.

## История
Село основано в 1847 году переселенцами-духоборами из села Спасское Таврической губернии.
В 1991 году переименовано в Пирбулаг (Святой источник).

## Население
По переписи 2009 года в селе проживает 478 человек.

## Эконом
Основное занятие населения — земледелие, животноводство и животноводство .